# NGC 6394
NGC 6394 је спирална галаксија у сазвежђу Змај која се налази на NGC листи објеката дубоког неба.
Деклинација објекта је + 59° 38' 24" а ректасцензија 17h 30m 21,3s. Привидна величина (магнитуда) објекта NGC 6394 износи 14,5 а фотографска магнитуда 15,3. NGC 6394 је још познат и под ознакама UGC 10889, MCG 10-25-55, CGCG 300-45, IRAS 17296+5940, near SAO 30431, PGC 60410.